# Mowag Shark
Der Mowag Shark war der Prototyp eines schwimmfähigen Radpanzers des Schweizer Herstellers Mowag.

## Geschichte und Entwicklung
Der Shark war als schwerer Waffenträger konzipiert, der konventionelle Kampfpanzer mit Ketten ersetzen sollte.
Als Weiterentwicklung des Piranha 1 wurde er mit einer Lenkung an der vorderen und hinteren Achse versehen, die beiden mittleren Achsen sind starr/ungelenkt. So konnte ein enger Wendekreis (12,5 m) erzielt werden.
Auch die Federung weist eine Besonderheit auf: Die erste und die vierte Achse besitzen eine Einzelradaufhängung mit konventionellem Federbein und eingebautem Stossdämpfer, die zweite und dritte Achse besitzen Einzelradaufhängung mit Drehstabfedern und aussenliegenden Stossdämpfern, um im Innern des Fahrzeuges eine optimale Platzausnutzung zu erreichen.
Der Mowag Shark wurde in der Schweiz, Deutschland und Kanada mit einem Oerlikon-30-mm-Geschützturm GDD-BOE, einem Rheinmetall-Geschützturm RH 105-11 mit 105-mm-Panzerkanone und einem Flakturm mit 2 × 35-mm-Oerlikon-Gasdrucklader-MK getestet. Es bestand auch die Möglichkeit, den Shark ohne Turm als Infanterietransporter zu nutzen. Fahrer und Kommandant sitzen nebeneinander, der Motor befindet sich im Heck. Mögliche Bewaffnung: 30 mm, 35 mm, Zwillings-Flak Wildcat 2 × 30 mm, TSE 5000 Crotale, ADATS oder einer Rheinmetall-105-mm-Kanone.
Es kam jedoch nie zu einer Serienfertigung; es wurden 1981 nur drei Prototypen gebaut. Einer davon steht heute im Schweizerischen Militärmuseum Full.